# آلن برتون (بازیکن فوتبال، زاده ۱۹۹۱)
آلن برتون (انگلیسی: Alan Burton؛ زادهٔ ۲۲ فوریهٔ ۱۹۹۱) بازیکن فوتبال اهل بریتانیا است.
از باشگاه‌هایی که در آن بازی کرده‌است می‌توان به باشگاه فوتبال اسکلمرسال یونایتد، باشگاه فوتبال آکرینگتون استنلی، و باشگاه فوتبال مارین اشاره کرد.